# 流化床

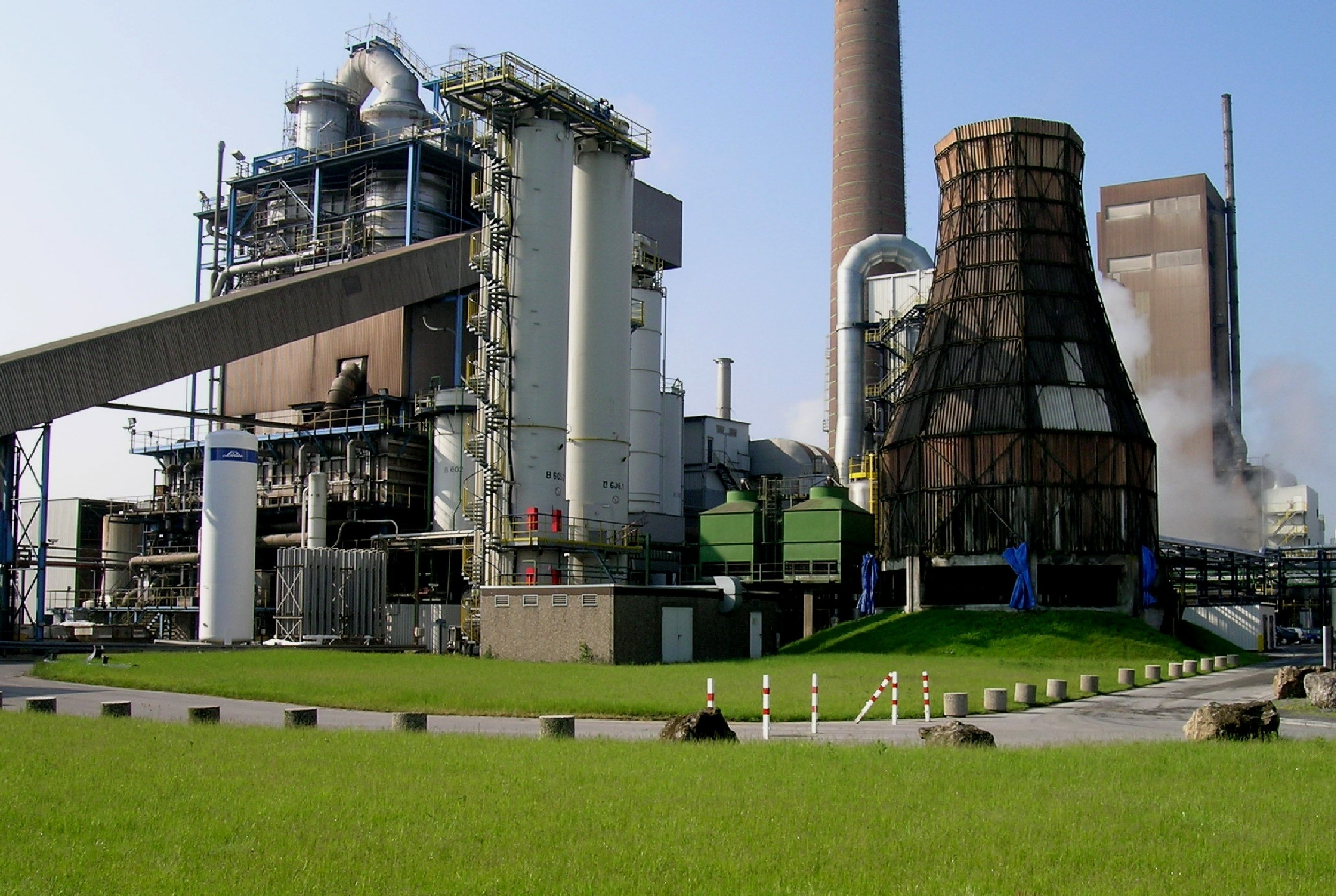
採用循環流化床技術的最古老的發電站，位於德國呂嫩。

流化床是一種物理现象，是指固体颗粒物质（粉末）处于一定的条件時會變得像流体一樣，此時的現象就叫作流化床。气体从下往上穿过粉末状物质後就會形成流化床。此時粉末受到向上穿流的气体的影響悬浮起来，从而具有流体的特性。